# Japanische Eishockeynationalmannschaft der Frauen
Die japanische Eishockeynationalmannschaft der Frauen ist die nationale Eishockeyauswahlmannschaft Japans. Sie liegt in der IIHF-Weltrangliste von 2020 auf dem sechsten Platz und spielt in der Top-Division der Weltmeisterschaft.

## Geschichte
Die japanische Eishockeynationalmannschaft der Frauen nimmt seit 1987 an internationalen Wettbewerben teil. Ihr bislang größter Erfolg bei einer Weltmeisterschaft war das Erreichen von Platz sieben bei der Weltmeisterschaft 2008. Bei ihrer ersten Olympiateilnahme schlossen die Japanerinnen 1998 im eigenen Land in Nagano auf dem sechsten und somit letzten Platz ab.
Japan, das eines der besten Länder Asiens im Fraueneishockey ist, schloss die Winter-Asienspiele bei den ersten fünf Teilnahmen jeweils mit der Silbermedaille ab. 2017 gewannen sie das Turnier.

## Platzierungen

### Weltmeisterschaften
- 1990 – 8. Platz
- 1992 – nicht teilgenommen
- 1994 – nicht teilgenommen
- 1997 – nicht teilgenommen
- 1999 – 9. Platz (1. B-WM, Aufstieg in die Top-Division)
- 2000 – 8. Platz (Abstieg in die Division I)
- 2001 – 10. Platz (2. Division I)
- 2003 – 9. Platz (1. Division I, Aufstieg in die Top-Division)
- 2004 – 9. Platz (Abstieg in die Division I)
- 2005 – 10. Platz (2. Division I)
- 2007 – 10. Platz (1. Division I, Aufstieg in die Top-Division)
- 2008 – 7. Platz
- 2009 – 8. Platz (Abstieg in die Division I)
- 2011 – keine Teilnahme aufgrund des Tōhoku-Erdbebens[1]
- 2012 – 11. Platz (3. Division IA)
- 2013 – 9. Platz (1. Division IA, Aufstieg in die Top-Division)
- 2015 – 7. Platz
- 2016 – 8. Platz (Abstieg in die Division IA)
- 2017 – 9. Platz (1. Division IA, Aufstieg in die Top-Division)
- 2019 – 8. Platz
- 2020 – Turnier wegen der COVID-19-Pandemie ausgefallen
- 2021 – 6. Platz
- 2022 – 5. Platz
- 2023 – 7. Platz
- 2024 – 8. Platz
- 2025 – 7. Platz

### Olympische Winterspiele
- 1998 – 6. Platz
- 2002 – nicht qualifiziert
- 2006 – nicht qualifiziert
- 2010 – nicht qualifiziert
- 2014 – 7. Platz
- 2018 – 6. Platz
- 2022 – 6. Platz

### Platzierungen bei denWinter-Asienspielen
- 1996 – Silbermedaille
- 1999 – Silbermedaille
- 2003 – Silbermedaille
- 2007 – Silbermedaille
- 2011 – Silbermedaille
- 2017 – Goldmedaille

### Platzierungen bei den Pazifischen Meisterschaften
- 1995 – 4. Platz
- 1996 – 4. Platz

### IIHF Challenge Cup of Asia
- 2010 – Silbermedaille
- 2011 – Goldmedaille
- 2012 – Goldmedaille